# Mycomya samesteri
Mycomya samesteri är en tvåvingeart som beskrevs av Coher 1950. Mycomya samesteri ingår i släktet Mycomya och familjen svampmyggor. Inga underarter finns listade i Catalogue of Life.